# パスカル・ボドマー
パスカル・ボドマー（Pascal Bodmer、1991年1月4日 - ）は、ドイツ、バーデン＝ヴュルテンベルク州バーリンゲン出身のスキージャンプ選手。

## プロフィール
ボドマーは5歳のとき弟のパトリックとともにアルペンスキーを始め、間もなくメスシュテッテン（Meßstetten）のスキークラブでジャンプを始めた。
SV MeßstettenはK=60、K=40、K=20のジャンプ台を持ち、恵まれた環境にある。
2005年にはナショナルＣチームに選抜され2006年9月からはシュヴァルツヴァルトのフルトヴァンゲン（Furtwangen）にあるスキー学校で弟のパトリックとともにトレーニングを受けた。
2007年2月3日にノイシュタットにて開催国枠でスキージャンプ・ワールドカップにデビュー、この試合は31位だったが2月7日クリンゲンタールでは29位となりポイントを獲得した。
同年3月のノルディックスキージュニア世界選手権では個人18位、団体4位だった。
2007/2008シーズンはナショナルBチームに昇格。
2008年のジュニア世界選手権では個人11位、団体では金メダルを獲得した。
2008/2009シーズンはフライングで19位に入るなどして合計23ポイントを獲得、総合55位となった。
2009/2010シーズンには一層の飛躍を見せ、クーサモの個人開幕戦で自己最高の2位となるなどオリンピック中断に入るまでに336ポイントを獲得して総合13位につけバンクーバーオリンピック代表に選ばれた。
バンクーバーオリンピックではノーマルヒル31位、ラージヒルと団体では出番がなかった。